# Susan Krumins
Susan Kuijken, coiniugata Krumins (Nimega, 8 luglio 1986), è una mezzofondista olandese.

## Palmarès
| Anno | Manifestazione    | Sede           | Evento        | Risultato | Prestazione | Note                                     |
| ---- | ----------------- | -------------- | ------------- | --------- | ----------- | ---------------------------------------- |
| 2004 | Mondiali juniores | Grosseto       | 3000 m piani  | dnf       | dnf         |                                          |
| 2005 | Europei juniores  | Kaunas         | 3000 m piani  | Oro       | 9'28"45     |                                          |
| 2007 | Europei under 23  | Debrecen       | 1500 m piani  | 4ª        | 4'17"90     |                                          |
| 2009 | Mondiali          | Berlino        | 1500 m piani  | Batteria  | 4'18"10     |                                          |
| 2010 | Europei           | Barcellona     | 1500 m piani  | Batteria  | 4'11"03     |                                          |
| 2013 | Mondiali          | Mosca          | 5000 m piani  | 8ª        | 15'14"70    |                                          |
| 2014 | Europei           | Zurigo         | 5000 m piani  | Bronzo    | 15'32"82    |                                          |
| 2015 | Mondiali          | Pechino        | 5000 m piani  | 8ª        | 15'08"00    |                                          |
| 2015 | Mondiali          | Pechino        | 10000 m piani | 10ª       | 31'54"32    |                                          |
| 2016 | Europei           | Amsterdam      | 5000 m piani  | 4ª        | 15'23"87    | Miglior prestazione personale stagionale |
| 2016 | Giochi olimpici   | Rio de Janeiro | 5000 m piani  | 8ª        | 15'00"69    |                                          |
| 2016 | Giochi olimpici   | Rio de Janeiro | 10000 m piani | 14ª       | 31'32"43    |                                          |
| 2017 | Mondiali          | Londra         | 5000 m piani  | 8ª        | 14'58"33    |                                          |
| 2017 | Mondiali          | Londra         | 10000 m piani | 5ª        | 31'20"24    | Miglior prestazione personale            |
| 2018 | Europei           | Berlino        | 5000 m piani  | 6ª        | 15'09"65    | Miglior prestazione personale stagionale |
| 2018 | Europei           | Berlino        | 10000 m piani | Argento   | 31'52"55    |                                          |
| 2019 | Mondiali          | Doha           | 10000 m piani | 7ª        | 31'05"40    | Miglior prestazione personale            |
| 2021 | Giochi olimpici   | Tokyo          | 10000 m piani | dnf       | dnf         |                                          |

## Campionati nazionali
2006
- Argento ai campionati olandesi, 1500 m piani - 4'23"92

2009
- Argento ai campionati olandesi, 800 m piani - 2'07"88

2010
- Argento ai campionati olandesi, 800 m piani - 2'02"81

2014
- Oro ai campionati olandesi, 1500 m piani - 4'13"09

2016
- Oro ai campionati olandesi, 5000 m piani - 15'37"26

## Altre competizioni internazionali
2009
- 13ª al Golden Gala ( Roma), 1500 m piani - 4'09"48

2010
- 9ª all'Athletissima ( Losanna), 1500 m piani - 4'07"09
- 8ª ai Bislett Games ( Oslo), 800 m piani - 2'05"22

2013
- 11ª ai Bislett Games ( Oslo), 5000 m piani - 15'04"36
- 10ª al Bauhaus-Galan ( Stoccolma), 3000 m piani - 8'41"46
- 5ª al British Grand Prix ( Birmingham), 1500 m piani - 4'06"84
- 12ª ai London Anniversary Games ( Londra), 1500 m piani - 4'11"28
- 10ª al Memorial Van Damme ( Bruxelles), 1500 m piani - 4'11"33

2014
- Bronzo in Coppa continentale ( Marrakech), 3000 m piani - 9'01"41
- 7ª al British Grand Prix ( Birmingham), 2 miglia - 9'23"52
- 13ª al Memorial Van Damme ( Bruxelles), 3000 m piani - 8'36"08

2015
- 6ª ai Bislett Games ( Oslo), 5000 m piani - 15'07"38

2016
- 11ª al Memorial Van Damme ( Bruxelles), 5000 m piani - 15'04"20
- Oro alla Zevenheuvelenloop ( Nimega), 15 km - 49'30"

2017
- 9ª al Memorial Van Damme ( Bruxelles), 5000 m piani - 14'51"25
- 7ª al British Grand Prix ( Birmingham), 3000 m piani - 8'34"41

2018
- Argento ai London Anniversary Games ( Londra), 3000 m piani - 8'41"93
- 12ª al British Grand Prix ( Birmingham), 3000 m piani - 8'49"60
- Bronzo alla Zevenheuvelenloop ( Nimega), 15 km - 47'41"

2019
- 5ª alla Zevenheuvelenloop ( Nimega), 15 km - 49'38"
- 5ª alla Parelloop ( Brunssum) - 32'14"